# Chionaema bifasciata
Chionaema bifasciata är en fjärilsart som beskrevs av Gustave Arthur Poujade 1886. Chionaema bifasciata ingår i släktet Chionaema och familjen björnspinnare. Inga underarter finns listade i Catalogue of Life.